# Amaluia
Amaluia est un village des Samoa américaines situé sur l'île de Tutuila. En 2000, le village comptait 179 personnes.